# Bataille de Brest (1342)
Pour les articles homonymes, voir Bataille de Brest.
Batailles
La bataille de Brest, parfois désignée sous le nom de bataille de la rivière Penfeld, est une bataille navale en 1342 dans le cadre de la guerre de succession de Bretagne (1341-1365). Elle oppose la flotte anglaise aux alliés génois de Charles de Blois.

## La situation en Bretagne en 1342
Charles de Blois, avec son armée composée essentiellement de Français, de Bretons fidèles et de mercenaires étrangers, conduit une spectaculaire campagne militaire en Bretagne en juillet 1342. Cette avancée commence depuis ses forteresses à l'est du duché et se répand dans les zones contrôlées par son rival et prisonnier Jean de Montfort. Charles avait revendiqué à la mort de Jean III de Bretagne en 1341 le duché au nom de son épouse Jeanne de Penthièvre, et Montfort était lui aussi un solide prétendant : ce dernier avait le soutien de quelques nobles bretons mais surtout du roi Édouard III d'Angleterre. Peu avant la capture de Jean de Montfort par ses ennemis à Nantes, Édouard lui avait promis des troupes qui n'étaient pourtant pas arrivées à temps. La capture de leur chef conduit de nombreux montfortistes à se rendre. Les villes montfortistes se rendent elles aussi sans combat. À la fin de juillet 1342, les villes d'Auray, de Vannes, de Guémené-sur-Scorff et d'Hennebont étaient tombées aux mains des partisans de Charles de Blois. Seule la place forte de Brest restait fidèle à Montfort. La garnison de la ville était nominalement tenue par Jeanne de Flandre, épouse de Jean de Montfort, mais le commandement de la ville revenait en réalité au capitaine anglais Wauthier de Masny, qui comptait 230 mercenaires sous ses ordres.
Les raisons du retard des renforts anglais promis par Édouard III étaient nombreuses : la mobilisation d'archers et fantassins anglais avaient pris du temps, tout comme le paiement des soldats anglais en Gascogne ainsi qu'une pénurie de navires pour acheminer les soldats vers Brest. Une modeste force commandée par Hugues le Despenser qui devait se diriger vers Bordeaux est finalement redirigée vers Brest fin juillet 1342 mais cela ne suffit pas à stopper l'avancée de Charles de Blois. Brest est assiégé à la mi-juillet et un blocus naval est instauré : la ville est complètement isolée. Une flotte composée de 14 galères génoises participe au blocus : cette flotte avait été apportée par Carlo Grimaldi depuis l'Italie en 1338 afin de soutenir la marine française lors des raids sur Portsmouth et Southampton et avait été l'une des rares rescapées du désastre naval de L'Écluse en 1340.

## La bataille
Les navires transportant l'armée anglaise furent finalement rassemblés à Portsmouth début août et furent placés sous le commandement du comte de Northampton. Ce dernier quitta Portsmouth avec 1 350 hommes répartis dans 260 navires de transport étroits : certains de ces navires avaient même été réquisitionnés depuis la ville portuaire de Great Yarmouth, située dans le Norfolk. Une flottille française avait été envoyée pour intercepter les Anglais quelques jours auparavant ; au lieu de cela, elle brûla Portsmouth, reconstruite après un premier raid français en 1338, et terrorisa la côte du Hampshire. Trois jours après son départ de Portsmouth, les forces anglaises arrivèrent près de Brest et aperçurent la flotte génoise. Northampton, qui était un commandant compétent, conclut que la présence génoise l'empêcherait de débarquer en sécurité. Il comprit également que les galères génoises étaient facilement manœuvrables et pourraient détruire sa propre flotte en un faible espace de temps.
Observée par les assiégés et les assiégeants de la ville de Brest, la flotte anglaise resserra l'étau autour des Génois qui avaient jetés l'ancre à l'embouchure de la rivière Penfeld. Les Génois ne firent aucun mouvement car beaucoup de navires manquaient d'équipages. Le commandant génois échoua à coordonner une attaque sur la flotte anglaise qui leur aurait certainement donné la victoire et ainsi empêché le ravitaillement de Brest. Au lieu de cela, les Génois paniquèrent : 3 des 14 galères s'enfuirent afin d'échapper aux navires anglais qui tentaient de les aborder et parvinrent à atteindre en sécurité l'estuaire de la rivière Élorn avant de s'échapper dans la Manche. Les 11 autres galères furent encerclées par les Anglais et abordées : les équipages génois restés sur terre battirent en retraite afin d'échapper à leurs adversaires qui leur tiraient dessus. Les Anglais avaient ainsi détruit la suprématie navale française le long de la côte bretonne.

## Conséquences
Bien que la bataille et les renforts aient redonné confiance à la faction montfortiste, la conséquence principale de la victoire anglaise fut le coup d'arrêt retentissant au triomphe des forces blésistes et de leurs alliés. Croyant que les navires anglais transportaient des soldats expérimentés, Charles de Blois abandonna le siège de Brest et se dirigea vers le nord de la Bretagne avec les Génois restants tandis que son infanterie composée de mercenaires se replia sur Bourgneuf. Les Castillans ramenèrent quant à eux leurs navires en Espagne. Ce revers des blésistes fut aggravé par l'arrivée du montfortiste Robert III d'Artois quelques jours plus tard avec 800 hommes. De plus, le roi Philippe VI de France ordonna le retrait de ses troupes de Bretagne et les transféra à Calais, où il redoutait une invasion anglaise. En réalité, les troupes que les espions français avaient vu se masser dans le sud de l'Angleterre devaient aussi rejoindre Brest mais étaient bloquées par manque de navires. Le 30 septembre 1342, le comte de Northampton battit Charles de Blois lors de la bataille de Morlaix en utilisant son artillerie. Soulagée par ces deux victoires successives, la faction montfortiste reprit courage et poursuivit le combat lors de la guerre de Succession de Bretagne, qui s'achèvera par sa victoire finale en 1364.